# Plataforma No fem el CIM
La Plataforma "No fem el CIM" és un moviment sorgit al Penedès que s'oposa a la construcció del Centre Integral de Mercaderies al Penedès també conegut com a Logis Penedès. La plataforma es va crear l'any 2003 arran de la sospita que la Generalitat de Catalunya volia construir un Centre d'Intercanvi de Mercaderies al Penedès.
Actualment, el CIM Penedès és un projecte que pretén convertir 186ha d'ús agrícola (originalment, 220ha) entre els municipis de Banyeres del Penedès, l'Arboç i Sant Jaume dels Domenys en el CIM més gran de tot Catalunya.

## Adhesions contra el Logis Penedès
A finals del 2008 s'hi havien adherit:
- Consell d'alcaldes del Baix Penedès
- Consells Comarcal del Baix Penedès
- Consells Comarcal de l'Alt Penedès
- 14 Ajuntaments: l'Arboç,[4]Banyeres del Penedès, Bellvei, la Bisbal del Penedès, la Granada, Llorenç del Penedès, Sant Jaume dels Domenys, Torrelavit, Olesa de Bonesvalls, Sant Pere de Riudebitlles, Cunit,[5] El Vendrell, Vilafranca del Penedès i Vilanova i la Geltrú.
- 5 associacions empresarials: Marca Penedès, ADEG, Institut del Cava, Pimecava, Associació Vinyes del Penedès.
- 5 agrupacions sindicals: Unió de Pagesos, Joves Agricultors, Unió Territorial Penedès, Garraf i Anoia de la Intersindical-CSC, Confraria de Pescadors de Vilanova i Sitges, Comitè d'Empresa Utilar de l'Arboç.
- 7 grups ecologístes: el Grup d'Ecologistes de Catalunya (GEPEC), el Grup d'Ecologistes del Vendrell (GEVEN), la Plataforma Salvem el Penedès, Bosc Verd de Vilafranca, Associació Excursionista Montmell, Plataforma Cívica per la Defensa de la Salut i el Medi Ambient de Santa Margarida i Els Monjos, Associació Ecoparatges, Coordinadora d'Entitats Ecologistes.
- 9 fundacions i associacions: Fundació Vegueria Penedès, Plataforma Salvem el Penedès, Auditori Pau Casals, UPC Vilanova, Fundació ProPenedès, Institut d'Estudis Penedesencs.
- 54 entitats culturals de l'Arboç, Banyeres del Penedès, La Bisbal del Penedès, Llorenç del Penedès i El Vendrell.
- diverses agrupacions polítiques nacionals, comarcals i locals: Esquerra Republicana, JERC, ICV Alt i Baix Penedès, Joves d'Esquerra Verda, CiU Penedès-Garraf, EUiA Baix Penedès, PSC Alt Penedès, CUP Alt, Baix Penedès i Garraf, Solidaritat Catalana per la Independència, Reagrupament, Des de Baix, Endavant Alt Penedès, Partit Popular de l'Alt Penedès, Entesa Bellvei, Entesa pel Progrés La Granada, Agrupació Democràtica Municipal de Calafell, Alternativa Vendrellenca, Col·lectiu La Trinxera i l'Assemblea de Joves de Calafell.
- Els grups de música Punt de Malura, Els Murris, Macabeus, Ço de Botafoc, Skatacrack, Nemset, Bogarde, Fonders, Barbitúrik, Clik's i Dos dits de Pols.
- 5.385 ciutadans a títol personal.
- 1.120 al·legacions contra el Pla Territorial Parcial del Camp de Tarragona.[6]